# San Mauro Cilento
San Mauro Cilento is een gemeente in de Italiaanse provincie Salerno (regio Campanië) en telt 993 inwoners (31-12-2004). De oppervlakte bedraagt 15,1 km², de bevolkingsdichtheid is 67 inwoners per km².

## Demografie
San Mauro Cilento telt ongeveer 398 huishoudens. Het aantal inwoners daalde in de periode 1991-2001 met 6,3% volgens cijfers uit de tienjaarlijkse volkstellingen van ISTAT.

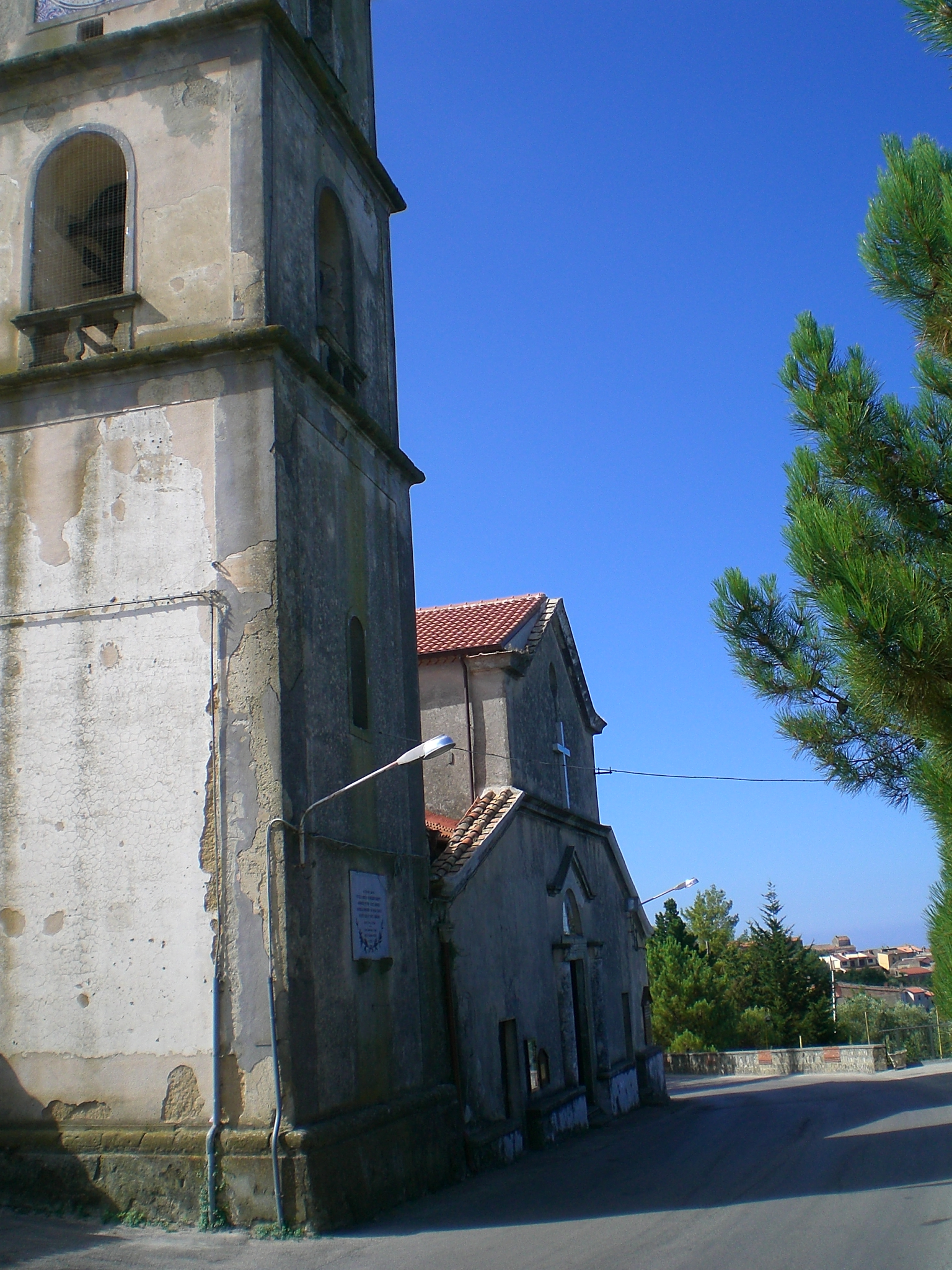
Kerk van San Mauro Cilento

| Jaar | Inwoneraantal |
| ---- | ------------- |
| 1991 | 1079          |
| 2001 | 1011          |

## Geografie
San Mauro Cilento grenst aan de volgende gemeenten: Montecorice, Pollica, Serramezzana, Sessa Cilento.